# Rosa Sels
Pour les articles homonymes, voir Sels.
Rosa Sels est une ancienne cycliste belge, née le 26 septembre 1943 à Vorselaar.

## Biographie
Rosa Sels a quatre frères et sœurs dont Edward Sels, ancien champion cycliste, champion de Belgique sur route en 1964 et né également à Vorselaar.

## Palmarès
- 1959
  - 2e du championnat de Belgique sur route
  - 10e du championnat du monde de cyclisme sur route
- 1960
  -  Championne de Belgique sur route
  -  2e du championnat du monde de cyclisme sur route
- 1961
  - 3e du championnat de Belgique sur route
  - 3e du championnat de Belgique de poursuite
  - 9e du championnat du monde de cyclisme sur route
- 1963
  -  2e du championnat du monde de cyclisme sur route
- 1964
  - 2e du championnat de Belgique sur route
  - 2e du Grand Prix de Namur
  -  3e du championnat du monde de cyclisme sur route